# Jimmie Åkesson
Per Jimmie Åkesson (Ivetofta, 17 maggio 1979) è un politico svedese.
È il leader dei Democratici Svedesi dal 7 maggio 2005. È membro del Riksdag per la contea di Jönköping da settembre 2010. In precedenza ha militato come leader della Gioventù Democratica Svedese dal 2000 al 2005.

## Biografia
Nato ad Ivetofta, nella Contea della Scania, è cresciuto a Sölvesborg, nella Contea di Blekinge.  Suo padre Stefan è un uomo d'affari che gestiva un'impresa di posa di pavimenti e sua madre, Britt Marie, era una badante in una casa di cura. I genitori di Åkesson divorziarono quando era giovane ed è stato cresciuto principalmente da sua madre.
Åkesson ha studiato scienze politiche, diritto, economia, geografia umana e filosofia all'Università di Lund e ha affermato di essersi interessato alla politica in questo periodo. Prima di lavorare a tempo pieno in politica, Åkesson ha lavorato come web designer presso la società BMJ Aktiv, che ha co-fondato con Björn Söder, l'ex segretario del partito dei Democratici svedesi.

## Carriera politica

### Politiche giovanili
Da ragazzo Akesson ha fatto parte della Moderate Youth League, l'ala giovanile del Partito Moderato, ma ha lasciato i Moderati per unirsi alla vecchia Sweden Democratic Youth Association (l'ala giovanile dei Democratici svedesi) nel 1995, anche se alcune fonti indicano il 1994. Nelle interviste, Åkesson ha affermato di essersi unito all'SD dopo che molti dei membri originali e più intransigenti del partito se ne erano andati. Nel 1995, ha anche co-fondato una sede locale della Sweden Democratic Youth Association. Nel 1997 è stato eletto membro supplente del consiglio di partito. Le politiche dell'SD da cui sostiene di essere stato più attratto all'inizio erano il suo punto di vista sull'Unione europea e la sua politica sull'immigrazione.
Nelle elezioni generali svedesi del 1998, all'età di 19 anni, Åkesson è stato eletto a una carica pubblica come consigliere nel comune di Sölvesborg. Lo stesso anno è diventato anche vicepresidente della neonata Youth Democratic Sweden (Sverigedemokratisk Ungdom) e in seguito, dal 2000 al 2005, è stato presidente dell'organizzazione.

### Dal 2005 leader del partito
Nel 2005, ha sconfitto il leader del partito Mikael Jansson in un'elezione interna per diventare il leader del partito dei Democratici svedesi (SD). Durante la sua presidenza della lega giovanile e come leader del partito, Åkesson è stato descritto (e si è presentato) come parte di una forza trainante per moderare le politiche e l'immagine dell'SD.
Nelle legislative del 2010, l'SD ha superato per la prima volta la soglia elettorale ed è entrato nel Riksdag, con il 5,70% dei voti, guadagnando 20 seggi. Åkesson, inserito al primo posto nel ballottaggio nazionale del partito, è stato eletto membro del Riksdag (MP) insieme a 19 dei suoi compagni di partito.

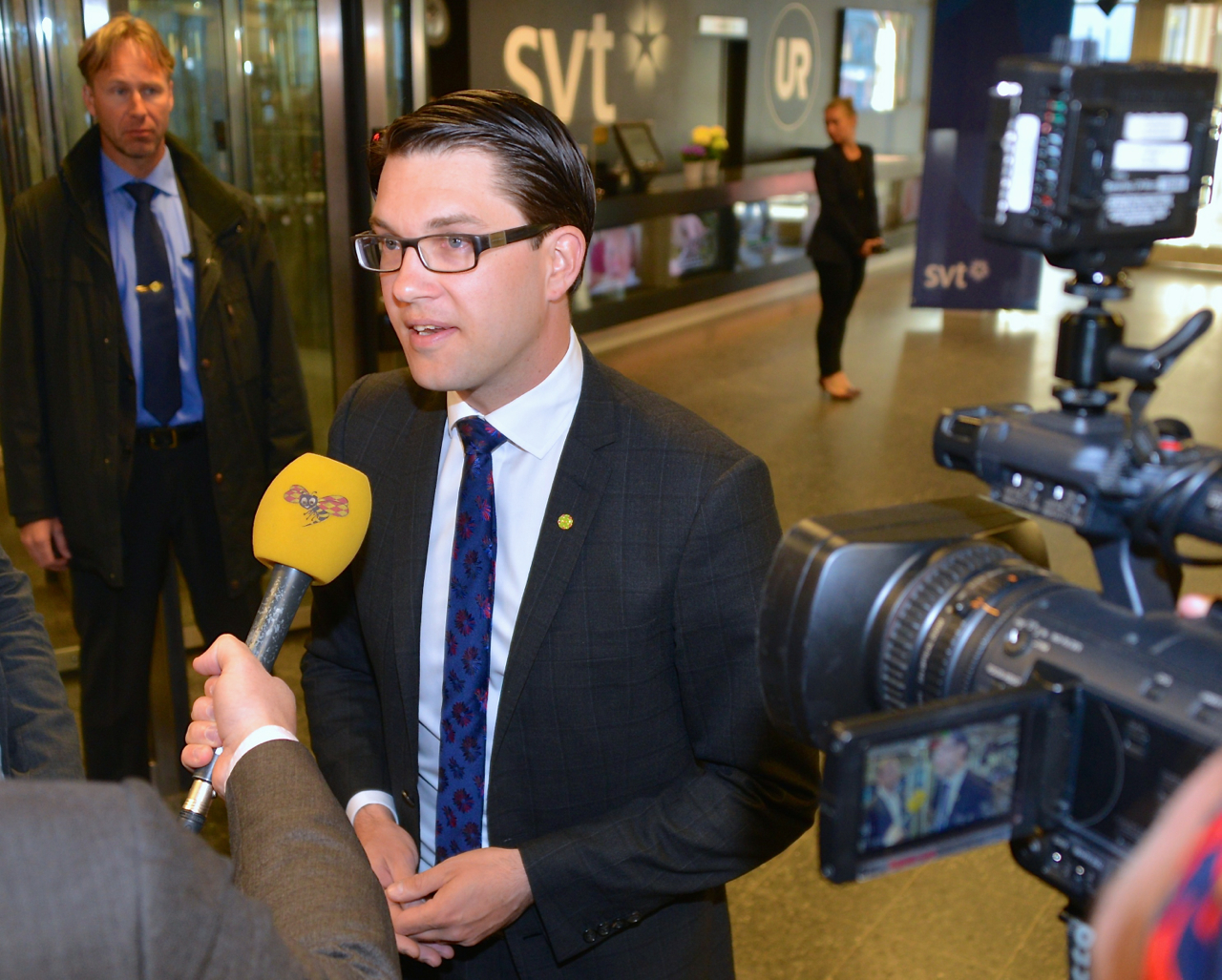
Åkesson intervistato dalla Sveriges Television prima delle elezioni generali svedesi del 2014

Nel settembre 2014, Sveriges Radio (SR) ha riferito che Åkesson aveva speso più di 500.000 corone (70.000 dollari) solo nel 2014 per le scommesse online. La somma è più di quanto il politico avrebbe guadagnato tutto l'anno, al netto delle tasse, ha riferito SR. La rivelazione ha suscitato scalpore, sia tra le persone che considerano Åkesson inaffidabile sia tra coloro che si sono opposti alla decisione di SR di pubblicare le informazioni. Tra questi ultimi c'erano l'ex portavoce del Partito dei Verdi Maria Wetterstrand e il ministro degli Esteri Carl Bildt. Lo stesso Åkesson definì le azioni di SR "un tentativo di assassinio".
Dopo le elezioni generali del 2010, Åkesson ha annunciato che sarebbe stato in congedo per malattia a causa del stress. All'inizio del 2015, Åkesson è stato nominato il più importante opinion leader svedese per l'anno solare 2014 dalla rivista svedese DSM nelle classifiche annuali.
Il 27 marzo 2015, Åkesson ha annunciato pubblicamente che sarebbe tornato alle sue funzioni di leader del partito per l'SD, anche se inizialmente in un ruolo leggermente ridotto, nel programma SVT Skavlan e in una lettera aperta sulla sua pagina Facebook.
Nelle elezioni generali svedesi del 2018, l'SD ha ottenuto il 17,6% dei voti (+4,7 punti percentuali), dopo il Partito socialdemocratico svedese (28,4%, -2,6 punti percentuali) e il Partito dei moderati (19,8%, -3,5 punti percentuali). SD aveva 62 dei 349 seggi nel prossimo Riksdag. Alle elezioni generali del 2022 l'SD ha ottenuto il 20,54%, diventando la seconda forza del Riksdag (73 seggi) dopo i Socialdemocratici, ma prima dei Moderati; il successo dell'SD è imputabile in parte proprio ad Åkesson e alla sua dura retorica anti-migranti e anti-gang.

## Vita privata
Åkesson era fidanzato con Louise Erixon, ex assistente parlamentare di Björn Söder e figlia dell'ex parlamentare democratica svedese Margareta Gunsdotter. Erixon è attualmente il sindaco di Sölvesborg e uno dei primi democratici svedesi a ricoprire il ruolo di sindaco locale. Hanno un figlio, Nils, nato il 12 dicembre 2013.
Il 24 aprile 2020, Erixon ha annunciato sulla sua pagina Facebook che la coppia si era separata qualche tempo prima.
Al di fuori della politica, Åkesson è anche un musicista e suona le tastiere per il gruppo rock Bedårande Barn insieme a Peter London. Risiede a Sölvesborg e, secondo il suo profilo personale, i suoi interessi principali sono giocare a golf e guardare il calcio. È un sostenitore di Mjällby AIF.